# Hammerbrook
Hammerbrook, Hamburg-Hammerbrook – dzielnica miasta Hamburg w Niemczech, w okręgu administracyjnym Hamburg-Mitte.  
1 kwietnia 1938 na mocy ustawy o Wielkim Hamburgu włączony w granice miasta.